# 6969
6969 är en låt av det amerikanska komedibandet Ninja Sex Party som släpptes som deras fjortonde singel den 31 augusti 2016. Låten var tidigare med på deras tredje studioalbum Attitude City släppt 17 juli 2015.
"6969" är 8 och en halv minut lång, vilket gör den till den längsta låten av Ninja Sex Party.
Låten lånar texten "I know it's most unusual to come before you so" från Rush låten "2112".